# Hildor Arnold Barton
Hildor Arnold Barton (Los Angeles, 30 novembre 1929 – Stoccolma, 28 settembre 2016) è stato uno storico statunitense.

## Biografia
Nato a Los Angeles da una famiglia di origine svedese. Suo nonno paterno, nato a Djursdala, un villaggio vicino a Kalmar nello Småland, emigrò negli Stati Uniti d'America nel 1867 mentre sua nonna paterna, nata a Bollnäs, emigrò negli Stati Uniti d'America nel 1889.
Insegnò storia presso l'Università dell'Alberta (1960-1963) e presso l'Università della California (1963-1970). Insegnò presso la Southern Illinois University Carbondale, dove divenne professore nel 1975 e da dove si ritirò nel 1996. I suoi studi sono concentrati sulla storia della Scandinavia, in particolare nei periodi della rivoluzione francese, nell'era napoleonica e i rapporti tra Stati Uniti d'America e la Svezia.
Nel 1989, gli è stata concessa la laurea honoris causa dall'Università di Uppsala, in Svezia.